# Pink Narcissus
Pour plus de détails, voir Fiche technique et Distribution.
Pink Narcissus est un film américain de 1971 réalisé par James Bidgood, visualisant les fantaisies érotiques d'un jeune homme gay.

## Synopsis
Entre les visites de ses clients, un jeune prostitué magnifique (Bobby Kendall), seul dans son appartement, se masturbe en fantasmant sur un monde dont il est le personnage central. Il se voit par exemple comme un matador, un esclave de la Rome antique mais aussi Narcisse, le personnage mythologique si beau, qu'en voyant son reflet dans l'eau, il tomba amoureux de lui-même.

## Fiche technique
- Titre : Pink Narcissus
- Réalisation : James Bidgood
- Scénario : James Bidgood
- Photo : James Bidgood
- Producteur : James Bidgood
- Distribution : Sherpix Inc, Strand Releasing (ressortie 2003)
- Budget : 27 000 $ (estimation)
- Pays d’origine : États-Unis
- Langue : anglais
- Format : 1,37:1
- Durée : 71 min
- Date de sortie : 1971

## Distribution
- Don Brooks : Angel
- Bobby Kendall : Pan
- Charles Ludlam : Vendeur / Gérant du bar / L'aveugle / Pizzaiolo / danseur indien (non crédité)

## Autour du film
Le film resta peu connu jusqu'en 1999, lorsque Bruce Benderson rédigea un ouvrage sur les activités photographiques et cinématographiques de Bidgood.
Le style "kitsch" de l'auteur du film fut plus tard imité et raffiné par des artistes, tels que Pierre et Gilles.
Le 7 septembre 2011, le groupe Tuxedomoon joue une bande-son originale en live lors de l'Étrange festival (Paris), qui sortira en 2014 sur Crammed Discs.

## Pour plus de lecture
- Bruce Benderson: James Bidgood. Benedikt Taschen Verlag (1999)  (ISBN 3-8228-7427-2)